# Aurora Melbourne Central
Aurora Melbourne Central es un rascacielos situado en la ciudad de Melbourne, Australia. Mide 270.5 metros y tiene 84 plantas. Es el tercer edificio más alto de la ciudad y el quinto del país.
En 2019, cuándo la torre fue completada, se convirtió en el segundo edificio más alto de Melbourne y conservó dicho título hasta que en 2020 se completó el rascacielos Australia 108. El edificio cuenta con 959 apartamentos residenciales y 252 habitaciones de servicio, siendo uno de los edificios  residenciales más grandes en Australia.
Su construcción comenzó en octubre de 2015 por ProBuild y supuso una inversión de 730 millones de dólares. El rascacielos fue coronado a finales de 2018 y fue completado en 2019. Las 7 primeras plantas albergan una galería comercial y oficinas, mientras que el resto de plantas son de uso residencial.